# 베이니플
베이니플(본명: 전현준 2003년 3월 31일 ~ )은 대한민국의 래퍼이다.
진건고 재학중

### 출연작
- Show Me The Money 8 : 4차 예선 탈락
- show Me The Money 9 : 2차 예선 탈락
- 고등래퍼 4 : Top32